# Glandiolus
Encorycium es un género de foraminífero bentónico de estatus incierto, aunque considerado un sinónimo posterior de Glandulina de la Subfamilia Glandulininae, de la Familia Glandulinidae, de la Superfamilia Polymorphinoidea, del Suborden Lagenina y del Orden Lagenida. Su especie-tipo era Glandiolus gradatus. Su rango cronoestratigráfico abarcaba el Holoceno.

## Discusión
Clasificaciones previas incluían Encorycium en la Superfamilia Nodosarioidea.

## Clasificación
Encorycium incluye a la siguiente especie:
- Glandiolus gradatus †